# Kuroda Kiyotaka
En aquest nom japonès, el cognom és Kuroda.
Kuroda Kiyotaka (japonès: 黒田清隆)  (Shinyashiki, 16 d'octubre de 1840 - Tòquio, 23 d'agost de 1900), també conegut com a Kuroda Ryosuke (黒田了介), va ser un polític japonès de l'era Meiji i segon Primer ministre del Japó des del 30 d'abril de 1888 fins al 25 d'octubre de 1889.

## Primers anys
Va néixer en una família de samurais que servia el dàimio del clan Shimazu, a la localitat de Kagoshima, a l'illa de Kyūshū.
El 1862, Kuroda va estar involucrat en l'Incident de Namamugi, on els samurais de Satsuma van matar un britànic que es va negar a aturar-se en la processó del daimyō. Això va conduir a la Guerra anglosatsuma en 1863, on Kuroda va tenir una participació important. Després de la guerra, va anar a Edo, on estudiaria artilleria.
En tornar a Satsuma, Kuroda es va convertir en un membre actiu de l'aliança Satchō (Satsuma-Chōshū), que buscava el derrocament del shogunat Tokugawa. Posteriorment va ser cap militar a la Guerra Boshin, i es va fer famós per derrotar Enomoto Takeaki, el qual s'havia enfrontat a Kuroda a la batalla de Hakodate. Anys més tard, i a causa de la impressió causada en el combat, Kuroda demanarà que es perdoni la vida d'Enomoto, que havia estat empresonat.

## Carrera política
Després de la instauració del govern Meiji, Kuroda es va convertir en un diplomàtic que tractaria l'assumpte de Karafuto, territori reclamat per Japó i l'Imperi Rus a 1870. Nerviós per l'expansió russa a l'est, Kuroda va tornar a Tòquio i va demanar el ràpid establiment d'un assentament japonès en aquesta regió. En 1871 va viatjar a Europa i als Estats Units per un període cinc mesos i després del seu retorn al Japó en 1872, va ser l'encarregat de la colonització de Hokkaidō.
El 1874 va ser nomenat director de l'Oficina de Colonització de Hokkaidō, i va organitzar un pla d'assentament tipus militar-colonialista a l'illa en companyia d'ex-samurais i soldats retirats que poguessin treballar com a grangers i forces militars locals. Va ser promogut posteriorment a Tinent General a l'Exèrcit imperial japonès. Kuroda va convidar experts en agricultura d'altres països (o-yatoi gaikokujin) que tinguessin un clima similar a Hokkaido, i amb ells van aprendre mètodes de collita i producció reeixits en aquest terreny.

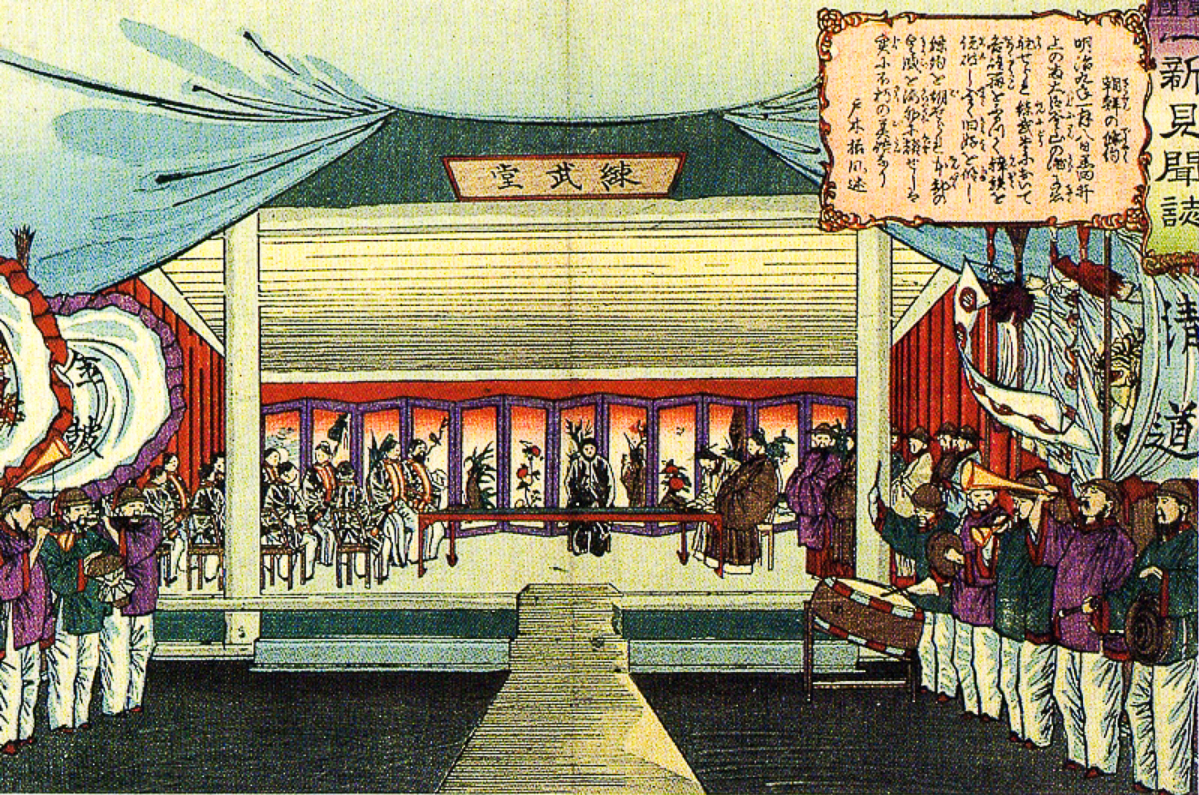
Signatura del Tractat de Ganghwa a 1876.

Kuroda va viatjar a Corea a 1875 i va negociar el Tractat de Ganghwa a 1876. Després, en 1877 va ser enviat com a part de la força que reprimiria la Rebel·lió de Satsuma. A 1878, es va convertir en líder del Domini de Satsuma, després de l'assassinat de Toshimichi Ōkubo.
Poc abans d'abandonar el càrrec a Hokkaido, Kuroda es va convertir en la figura central de l'escàndol de l'Oficina de Colonització de Hokkaidō en 1881.
Va ser nomenat Ministre d'Agricultura i Comerç el 1887.

## Primer Ministre
Es va convertir en el segon Primer Ministre del Japó, després d'Ito Hirobumi a 1881. Durant el seu govern, va coordinar la promulgació de la Constitució de Meiji, però, va estar involucrat en la controvèrsia dels tractats desiguals, va haver de renunciar a 1889 després de la publicació de la proposta de part del seu ministre d'exteriors Okuma Shigenobu.

## Últims anys
Va exercir el càrrec de  Ministre de Comunicacions a 1892, en el segon gabinet d'Itō. A 1895 es va convertir en un genrō, i president del  Consell Privat. Va morir d'una hemorràgia cerebral el 1900.